# Euphonium
Das Euphonium bzw. Eufonium (vom Duden empfohlene Schreibweise) (griechisch für „wohlklingend“) ist ein tiefes Blechblasinstrument, das aufgrund seiner konischen Mensur zur Familie der Bügelhörner gehört, wie das Flügelhorn, das Tenorhorn, das Bariton und die Tuba. In seinem Klang erinnert es auch primär an letzteres Instrument, mit dem Unterschied, dass es nicht auf den Bass-, sondern den Tenor- und Baritonbereich abzielt, weshalb es im englischen Sprachraum auch häufig als Tenor Tuba umschrieben wird.
Es findet heute vor allem Verwendung in Brass-, Marching- und Concert-Bands. Im Symphonieorchester kommt es eher selten vor und ist dann meist für Soloeinlagen vorgesehen.

## Geschichte
Das Euphonium als Tenor- und Baritonstimme entwickelte sich aus der Ophikleide, die wiederum das Serpent ersetzt hatte.
In Folge der Erfindung der Périnet-Ventile um 1813 entstand neben der Trompete der Tenortrompetenbass als Vorläufer des Flügelhorns. Dazu kam bald eine alternative Bauform, das handlichere Tenorhorn.
1843 wurde daraus das Euphonium mit einer weiteren Mensur entwickelt, um einen nochmals tieferen und weicheren Klang zu erhalten.
Damals wurde es mit dem italienischen corno basso chromatico bezeichnet. Als Erfinder gelten ein „Capellmeister Sommer“ aus Weimar und Adolphe Sax.

## Aufbau und Eigenschaften
Die Grundstimmung des Euphoniums ist in B; es klingt eine Oktave tiefer als eine Trompete und eine Oktave höher als eine Tuba in dieser Stimmung. Die Notation erfolgt entweder im Violinschlüssel als B-Stimme, eine None tiefer klingend als notiert, oder im Bassschlüssel, untransponiert als C-Stimme. Seltener sieht man auch nach B transponierte Notationen im Bassschlüssel, also eine große Sekunde tiefer klingend als notiert; diese Notation ist vor allem in Frankreich und den Benelux-Staaten verbreitet.
Das Euphonium wird mit einem Trichter- oder einem Kesselmundstück gespielt.
Während manche frühen Modelle wegen der unvermeidlichen Intonationsprobleme von Ventilkombinationen mit bis zu sechs Ventilen ausgestattet waren, haben heutige Euphonien stattdessen mitunter ein Kompensationssystem, in jedem Fall aber nur noch drei oder vier Ventile. Die ersten drei werden mit der rechten Hand und je nach Bauart des Instruments entweder von oben oder von vorn gegriffen (top action oder front action). Das vierte Ventil, so vorhanden, ist ein Quartventil. An einfachen Instrumenten befindet es sich neben den ersten drei Ventilen (in-line) und wird mit dem kleinen Finger der rechten Hand gegriffen.

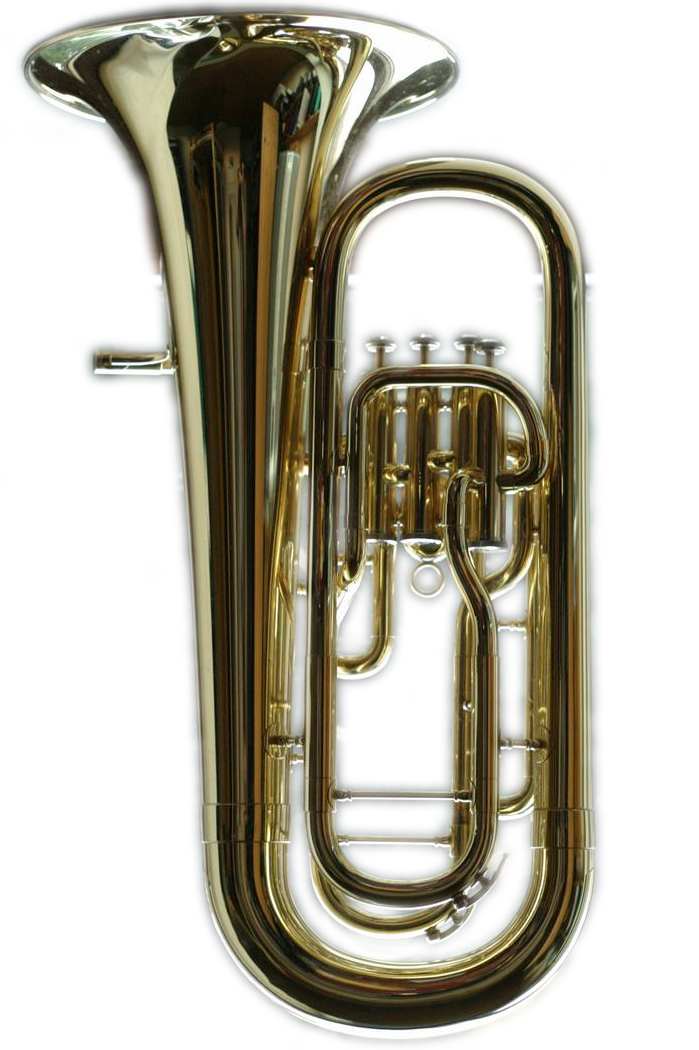
Vierventiliges Euphonium ohne Kompensation, Top-action-Bauweise, In-line-Ventilkonfiguration

An aufwendigeren Instrumenten ist das vierte Ventil seitlich angebracht und wird mit der linken Hand gespielt. Die Bohrung in der Ventilmaschine beträgt heute bis zu 16,2 mm, im vierten Ventil bis zu 17,2 mm. Der Schalltrichter weist entweder nach oben oder ist schräg nach vorn abgewinkelt („Bellfront“ oder „Frontbell“) und hat einen Durchmesser von bis zu 310 mm.
Der Tonumfang entspricht in etwa dem der Posaune, wobei selbst weit mensurierte Euphonien in der Höhe oft etwas besser ansprechen. Nur kompensierte Euphonien mit Quartventil sind jedoch bereits ab der Pedallage aufwärts voll chromatisch spielbar. Auf nicht kompensierten Instrumenten dagegen intonieren die Töne ab dem großen As abwärts bis zum Kontra-H zunehmend schlechter. Der auf allen vier Ventilen gegriffene Ton liegt hier deutlich näher am C als am Kontra-H.
In der Klangfarbe unterscheiden sich Euphonium und Posaune erheblich: Infolge seiner konischen Mensur ähnelt der weichere Klang des Euphoniums stark dem des Waldhorns, während die Posaune aufgrund ihrer zylindrischen Mensur härter klingt und eher der Trompete oder dem Tenorhorn ähnelt.

## Unterschied zu Bariton- und Tenorhorn
Euphonium, Bariton und Tenorhorn sind drei Instrumente der gleichen Familie mit gleichem Grundton und gleicher Stimmung; sie unterscheiden sich jedoch in Klang und Funktion. Der Unterschied liegt in der Form des Instruments: Das Euphonium ist bereits vom Mundstück an konisch geformt; Bariton- und Tenorhorn haben hingegen eine zylindrische Bohrung, die erst in der zweiten Hälfte der Klangröhre, hinter den Ventilen, in eine konische Form übergeht. Das Tenorhorn hat zudem eine deutlich engere Mensur, weshalb es heller klingt und die höheren Töne leichter zu spielen sind. Das Euphonium hat einen vollen, dunkleren Klang. Das Bariton liegt klanglich zwischen Tenorhorn und Euphonium. Aufgrund der konischen Form des Euphoniums ist es physisch größer und schwerer als Bariton- und Tenorhorn und muss mit mehr Luft geblasen werden.

## Einsatz des Euphoniums
Das Euphonium gehört zum festen Instrumentarium des sinfonischen Blasorchesters. In der internationalen Blasorchesterliteratur ist üblicherweise ein erstes und ein zweites Euphonium vorgesehen. Die Stimmen werden in kleineren Formationen solistisch, in größeren auch chorisch besetzt. In Deutschland, Österreich und Tschechien ist das Euphonium weniger verbreitet, da man hier traditionell die ovalen Hörner mit Drehventilen wie das Baritonhorn benutzt. Das Euphonium verbreitet sich aber auch zusehends in diesen Ländern, besonders im Bereich der symphonischen und traditionellen Blasmusik, vor allem weil das Euphonium zur Standardinstrumentierung der Bläserklasse gehört. Die für Baritonhorn geschriebenen Stimmen können auch auf dem Euphonium gespielt werden.
In der vor allem im angelsächsischen Raum verbreiteten Brassband und den in der in den Niederlanden, Belgien, Frankreich und der Schweiz verbreiteten Fanfarenorchestern werden standardmäßig 2 Baritonhörner und 2 Euphonien besetzt.
Im symphonischen Bereich wird das Euphonium – wenn überhaupt – solistisch eingesetzt. In Werken des späten 19. und des frühen 20. Jahrhunderts finden sich mitunter Stimmen, die mit „Tuba“ bezeichnet sind, aber für die heutige Basstuba sehr hoch gesetzt sind. Es ist oft nicht klar, ob der Komponist eine Tenortuba, eine Wagnertuba, ein Saxhorn oder ein anderes, heute eventuell nicht mehr gebräuchliches Instrument im Sinn hatte. Diese Partien werden heute meist von einem Euphonium gespielt. Das Euphonium wird im sinfonischen Bereich auch anstatt des Tenorhorns oder Baritons verwendet.
Beispiele für Werke, in denen das Euphonium verwendet wird
- Gustav Holst: Mars, Jupiter und Uranus aus der Orchestersuite Die Planeten
- Leoš Janáček: Sinfonietta
- Gustav Mahler: 7. Sinfonie (eigentlich für Tenorhorn)
- Richard Strauss: Ein Heldenleben und Don Quixote
- Dmitri Schostakowitsch: Ballettmusik Das goldene Zeitalter
- Igor Strawinski: Der Feuervogel
- Luigi Nono: Prometeo (Tre voci a)

Zur weiteren Literatur gehören Konzerte, die ursprünglich für Violoncello geschrieben wurden. Auch Ragtimes von unter anderem Scott Joplin werden gerne auf dem Euphonium gespielt. Das Euphonium spielt teilweise die Posaunenstimme einiger Musikstücke.
Ein interessantes Beispiel aus dem Jazz, bzw. Hard-Bop, liefert das Album Ready for Freddie von Freddie Hubbard. Hier spielt Kiane Zawadi das Euphonium.

## Solowerke für Euphonium/Euphonien (Auswahl)
- Bert Appermont: The Green Hill. Celtic Fantasy for Baritone/Euphonium (2011)
- John Boda: Sonatina for Euphonium and Synthesizer
- Vladimir Cosma: Euphonium Concerto (2001)
- James Curnow: Symphonic Variations for Euphonium
- James Curnow: Rhapsody for Euphonium
- George Doughty: My Grandfather’s Clock. Thema und Variationen für Euphonium und Brass-Band (1966)
- David Gaines: Concerto for Euphonium (1987)
- Edward Gregson: Symphonic Rhapsody for Euphonium and (Brass-)Band
- Joseph Horovitz: Euphonium Concerto (1972)
- Alan Hovhaness: Concerto No. 3 („Diran, the Religious Singer“) (1948)
- Warner Hutchison: Sonatina (1966)
- Gordon Jacob: Fantasia (1973)
- Karl Jenkins: Euphonium Concerto. Für Euphonium und Orchester (2009)
- Shigeru Kan-no: „Etude“ for Euphonium solo (2010)
- Paul Mealor: Concerto for Euphonium and Orchestra (2017)
- Amilcare Ponchielli: Concerto per Flicornobasso (1872) gilt als erste bekannte Originalkomposition für Euphonium
- Marco Pütz: Concertino for Euphonium & Wind/Fanfare/Brass Band (2006)
- Dominique Roggen: Konzert für Euphonium, Streicher und B.c. in B-Dur Nr. 7 aus Concerti anachronistici
- Philip Sparke: Fantasy for Euphonium, Aubade, Pantomime, Party Piece, Two-part Invention (Euphonium Duet), Euphonism, Song for Ina, Euphonium Concerto No 1 für Brass-Band, Summer Isles from „Hymn of the Highlands“ (Euphonium Solo) für Brass-Band,
- Philip Wilby: Concerto for Euphonium (1995)
- Donald White: Lyric Suite (1970)